# Omero Capozzoli
Omero Capozzoli (* 3. August 1923 in Montevideo, Uruguay; † 2001) war ein uruguayischer Maler und Cineast.

## Leben und Wirken
Capozzoli studierte von 1944 bis 1950 Kunstgeschichte, Malerei, Zeichnen, Anatomie und Pädagogik. Zudem modellierte und illustrierte er an der Escuela Nacional de Bellas Artes (ENBA). 1958 nahm er an einer archäologischen Expedition in Nord-Argentinien teil. In den Jahren 1960 und 1961 war er Teil des Führungsgremiums der Escuela Nacional de Bellas Artes an. Capozzoli gehörte zudem dem Instituto Uruguayo de Artes Plásticas an und war Mitglied der Beratungskommission zum Aufbau des Museum für präkolumbische Kunst in Montevideo sowie von 1971 bis 1972 der Leitungskommission von Amigos del Arte. Auch war er dem Club del Grabado zugehörig.
Capozzoli wurde auch als einer der Pioniere des uruguayischen Films bezeichnet. Auf einer Geschichte Alfredo Gravinas basiert sein Film Los Ojos del Monte.
Einzel- und Gemeinschaftsausstellungen stehen für ihn sowohl in Uruguay als auch unter anderem in Argentinien, Venezuela, Chile und der Schweiz zu Buche. Seine Kunstwerke sind in Privatsammlungen international vertreten. Beispielhaft zu nennen sind Sammlungen in Argentinien, Venezuela, Chile, Mexiko, Spanien und in den USA. Auch das Museo Nacional de Bellas Artes (MNBA) beherbergt seine Arbeiten. Beim XXVII. Salón Nacional wurde er 1963 mit der Bronzemedaille ausgezeichnet. 1967 erhielt er die Goldmedaille beim Salón de Primavera.

## Auszeichnungen
- 1963: Bronzemedaille des XXVII. Salón Nacional
- 1967: Goldmedaille beim Salón de Primavera